# Saint-Cézert
Saint-Cézert är en kommun i departementet Haute-Garonne i regionen Occitanien i södra Frankrike. Kommunen ligger i kantonen Grenade som tillhör arrondissementet Toulouse. År 2022 hade Saint-Cézert 443 invånare.

## Befolkningsutveckling
Antalet invånare i kommunen Saint-Cézert
Referens:INSEE

## Monument

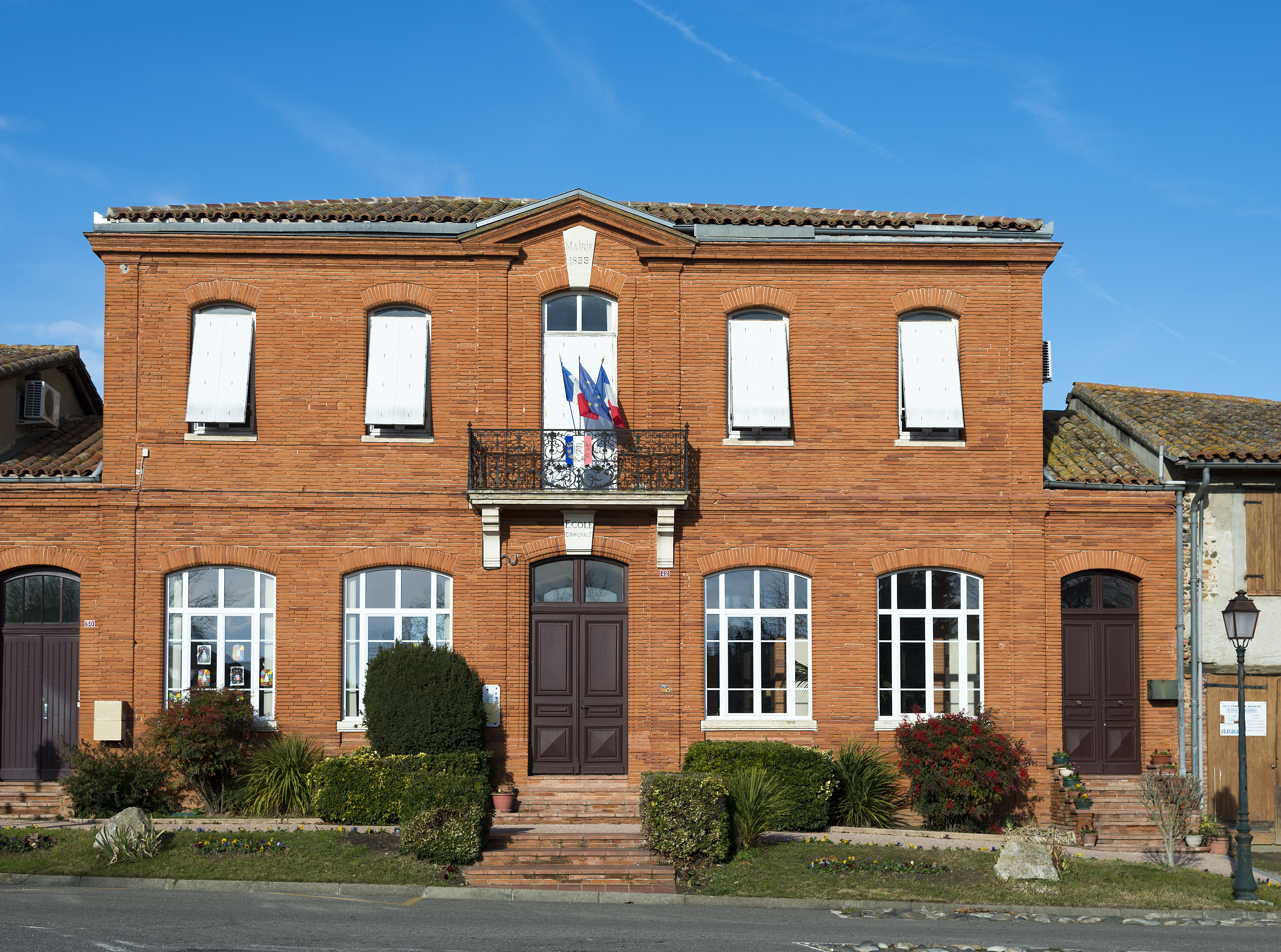
Rådhuset.
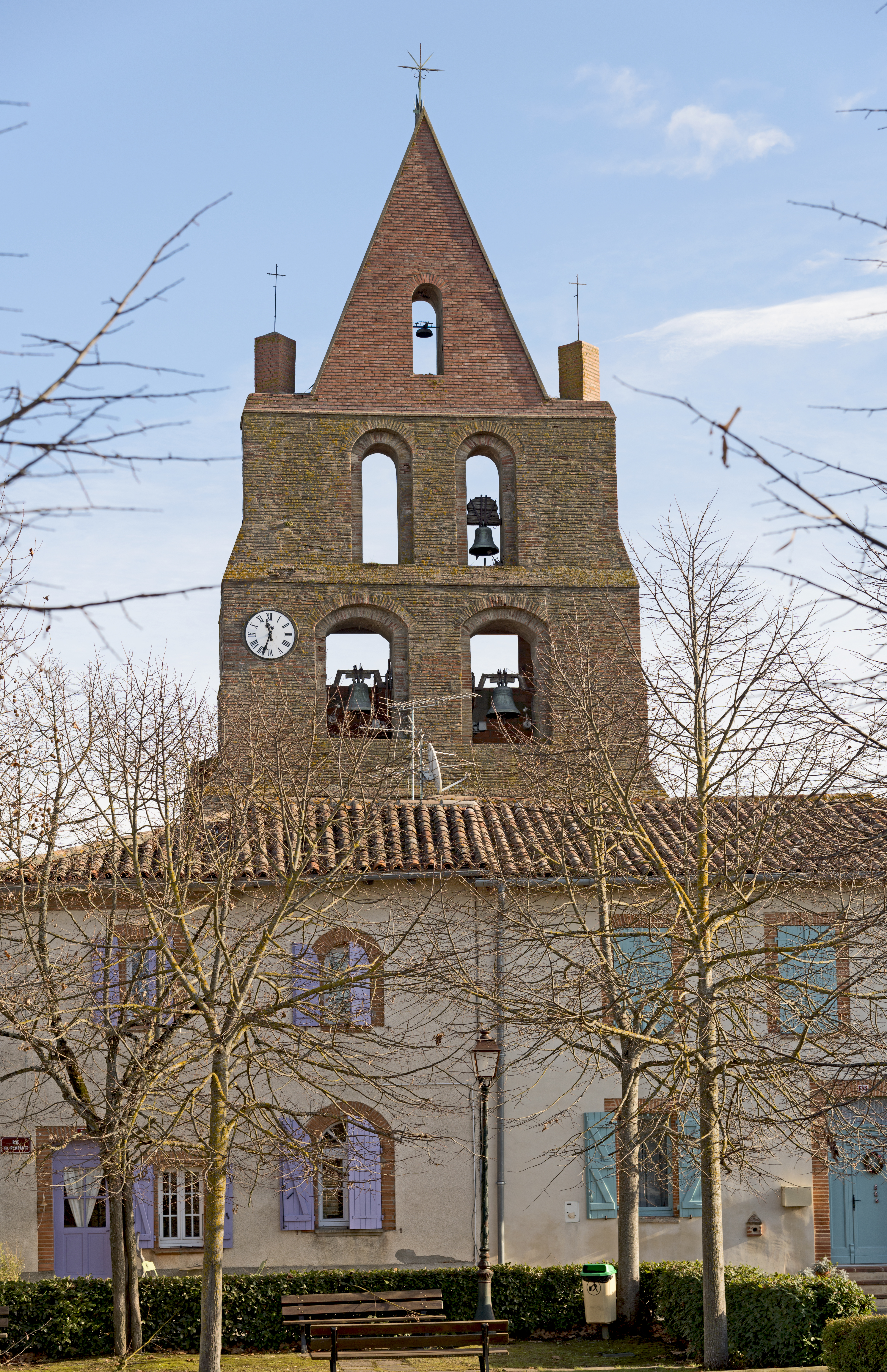
Kyrkan.